# ジェット・セットナイトクラブ天井崩落事故
ジェット・セットナイトクラブ天井崩落事故は2025年4月8日、ドミニカ共和国のサントドミンゴにあるナイトクラブ「ジェットセット」の屋根が崩壊した事故である。この事故は現地時間0時44分頃に発生し、事故が起こったときはルビー・ペレスがコンサートを行っていた。同月10日、救急当局は死者215人と発表していたが、最終的に233人の死者と225人の負傷者を出した。また、この事故ではNPB等で活躍したトニ・ブランコなどの有名人が死亡したことで日本でも注目を集めた。